# Segunda División de Venezuela 2012-13
La Temporada 2012-13 del Fútbol profesional Venezolano de la Segunda División de Venezuela inició el 20 de agosto de 2012 con la participación de 20 equipos.
Tucanes de Amazonas y Carabobo FC regresaron a la división luego de estar una temporada en la Primera División. Por otro lado, ULA FC retornó a la división, luego de su refundación, estando por última vez en la categoría en la temporada 1997/98; igualmente, el club Policía de Lara FC retornó a la división, luego de permanecer 3 temporadas fuera del concierto profesional; mientras que los equipos Real Anzoátegui y Mineros de Guayana B hicieron su debut oficial en la categoría.

## Sistema de competición
El formato fue el mismo usado en la temporada anterior. La única diferencia radicó en una reducción de participantes de 24 a 20 equipos.
La Primera Fase se disputó en un sistema de grupos (centro oriental y centro occidental), con 10 integrantes por cada grupo. Al final del torneo, clasificaron los 5 primeros de cada grupo a la Segunda Fase, o Serie de Ascenso, que se disputó en el primer semestre del 2013. Este torneo fue de ámbito nacional, y decidió en 18 jornadas los dos clasificados a la máxima categoría.
Paralelamente, los restantes 10 equipos, disputaron con 14 equipos provenientes de la Tercera División, el Torneo de Promoción y Permanencia, organizado en 3 grupos de 8 equipos. El mismo otorgó a 10 equipos (los tres primeros de cada grupo más el mejor cuarto) a permanecer en la Segunda División.

## Ascensos y descensos
Intercambios entre la Primera División y la Segunda División
| Pos | a la Primera División 2012-13 |
| --- | ----------------------------- |
| 1   | Atlético Venezuela            |
| 2   | Portuguesa Fútbol Club        |

| Pos | de la Primera División 2011-12 |
| --- | ------------------------------ |
| 17  | Tucanes de Amazonas            |
| 18  | Carabobo Fútbol Club           |

Intercambios entre la Segunda División y la Segunda División B/Tercera División
| Pos | de la Segunda División B 2011-12 |
| --- | -------------------------------- |
| -   | ULA FC                           |
| -   | Policía de Lara FC               |
| -   | SC Real Anzoátegui               |
| -   | Mineros de Guayana B             |

| Pos | a la Tercera División 2012-13 |
| --- | ----------------------------- |
| -   | Fundación Cesarger FC         |
| -   | Caroní FC                     |
| -   | Minasoro FC                   |
| -   | Unión Atlético Aragua         |
| -   | Real Bolívar COL              |
| -   | Atlético Socopó FC            |
| -   | Deportivo Táchira B           |
| -   | Deportivo Anzoátegui B        |

(1) Deportivo Táchira B, descendido deportivamente, permaneció en la división luego de ocupar el lugar del Club Deportivo Lara B, que por una decisión económica, no participó en el torneo.
Otros cambios
- El Club Deportivo Lara B no saldrá por una decisión económica.[2] Su cupo lo toma el Deportivo Táchira "B"
- El cupo del Lara FC fue comprado y mudado a la capital. Se llamará Deportivo Metropolitano[3]

## Equipos participantes

### Grupo Occidental
| Club                                                                                | Ciudad        | Entrenador           | Estadio                        | Aforo  |
| ----------------------------------------------------------------------------------- | ------------- | -------------------- | ------------------------------ | ------ |
| SC Guaraní                                                                          | Valencia      | Juan Manuel Mouro    | Polideportivo Misael Delgado   | 10.400 |
| Carabobo FC                                                                         | Valencia      | Alberto Valencia     | Polideportivo Misael Delgado   | 10.400 |
| Archivo:600px 600px bisection vertical White HEX-0033CC.svg CD San Antonio          | San Antonio   | Carlos E. Hernández  | Pedro Rafael Chávez            | 10.000 |
| Archivo:600px 600px bisection vertical White HEX-0033CC.svg Deportivo Metropolitano | Los Teques    | Rafael Santana       | Arnaldo Arocha                 | 3.000  |
| Deportivo Táchira B                                                                 | San Cristóbal | Bandera de Venezuela | Cancha Alterna de Pueblo Nuevo | 2.500  |
| Policía de Lara FC                                                                  | Barquisimeto  | Bandera de Venezuela | Estadio Farid Richa            | 12.480 |
| Lotería del Táchira FC                                                              | San Cristóbal | Diego Guerrero       | Complejo Deportivo UCAT        | 2.500  |
| ULA FC                                                                              | Mérida        | Miguel Perdomo       | Guillermo Soto Rosa            | 16.500 |
| Ureña Sport Club                                                                    | Ureña         | Edwin Quilaguri      | Bicentenario de Ureña          | 4.500  |
| Zamora FC B                                                                         | Barinas       | Julio Quintero       | Reinaldo Melo                  | 5.000  |

### Grupo Oriental
| Club                  | Ciudad                   | Entrenador       | Estadio                    | Aforo  |
| --------------------- | ------------------------ | ---------------- | -------------------------- | ------ |
| Angostura FC          | Ciudad Bolívar           | Hugo Mujica      | Estadio Ricardo Tulio Maya | 2.500  |
| Arroceros de Calabozo | Calabozo                 | Rafael Castrillo | Alfredo Simonpietri        | 2.500  |
| SC Real Anzoátegui    | Puerto La Cruz           | Richard Arrieti  | Francisco Massiani         | 2.500  |
| Estrella Roja         | San Antonio de los Altos | Fidel Mora       | Los Castores               | 2.500  |
| Caracas FC B          | Caracas                  | Eduardo Feijoo   | Cocodrilos Sports Park     | 3.500  |
| Mineros de Guayana B  | Puerto Ordaz             | José Cicarelli   | Cancha Los Olivos          | 2.500  |
| Monagas SC B          | Maturín                  | Edgar Pizarro    | Estadio Alexander Bottini  | 8.000  |
| Tucanes de Amazonas   | Puerto Ayacucho          | Horacio Matuzyck | Antonio José de Sucre      | 10.000 |
| Club Atlético Miranda | Los Teques               | Felipe Soto      | Estadio Brígido Iriarte    | 15.000 |
| UCV FC                | Caracas                  | Ramón Cristaldo  | Olímpico de la UCV         | 23.000 |

### Equipos por estado
| Estado            | N.º | Equipos                                                                |
| ----------------- | --- | ---------------------------------------------------------------------- |
| Táchira           | 4   | Deportivo Táchira B, Lotería del Táchira FC, CD San Antonio y Ureña SC |
| Distrito Capital  | 3   | Estrella Roja, Caracas B y UCV FC                                      |
| Bolívar           | 2   | Mineros de Guayana B y Angostura FC                                    |
| Carabobo          | 2   | Carabobo FC y SC Guaraní                                               |
| Miranda           | 2   | Metropolitanos FC y CA Miranda                                         |
| Estado Anzoátegui | 1   | Real Anzoátegui                                                        |
| Amazonas          | 1   | Tucanes de Amazonas                                                    |
| Barinas           | 1   | Zamora FC B                                                            |
| Guárico           | 1   | Arroceros de Calabozo                                                  |
| Lara              | 1   | Policía de Lara FC                                                     |
| Mérida            | 1   | ULA FC                                                                 |
| Monagas           | 1   | Monagas SC B                                                           |

## Primera Fase 2012
Los resultados indicados en las tablas ubicada a la derecha están bajo el siguiente código de colores: azul corresponden a victoria del equipo local, rojo a victoria visitante, amarillo a empate, y verde a triunfo por incomparecencia.

### Grupo Occidental
|    | Equipo                 | JJ | JG | JE | JP | GF | GC | PTS | DG  |
| -- | ---------------------- | -- | -- | -- | -- | -- | -- | --- | --- |
| 01 | Carabobo FC            | 18 | 11 | 3  | 4  | 37 | 20 | 36  | +17 |
| 02 | Ureña SC               | 18 | 10 | 4  | 4  | 29 | 18 | 34  | +11 |
| 03 | Dvo Metropolitano      | 18 | 9  | 4  | 5  | 26 | 20 | 31  | +6  |
| 04 | Policía de Lara FC     | 18 | 8  | 3  | 7  | 23 | 25 | 27  | -2  |
| 05 | SC Guaraní             | 18 | 7  | 5  | 6  | 33 | 28 | 26  | +5  |
| 06 | CD San Antonio (*)     | 18 | 8  | 4  | 6  | 25 | 21 | 25  | +4  |
| 07 | Zamora FC B            | 18 | 4  | 8  | 6  | 24 | 27 | 20  | -3  |
| 08 | Lotería del Táchira FC | 18 | 5  | 4  | 9  | 18 | 29 | 19  | -11 |
| 09 | ULA FC                 | 18 | 4  | 6  | 8  | 23 | 31 | 18  | -8  |
| 10 | Deportivo Táchira B    | 18 | 1  | 5  | 12 | 24 | 43 | 08  | -19 |

|                        | CRB | DSA | DME | DTA | LOT | POL | SCG | ULA | URE | ZAM |
| Carabobo FC            | X   | 1-0 | 1-0 | 4-2 | 2-1 | 3-1 | 1-2 | 2-0 | 2-0 | 3-0 |
| CD San Antonio         | 2-1 | X   | 2-0 | 3-1 | 1-0 | 1-1 | 0-0 | 1-1 | 1-0 | 3-0 |
| Dvo Metropolitano      | 3-1 | 0-2 | X   | 2-2 | 2-1 | 2-2 | 2-1 | 3-1 | 2-1 | 0-0 |
| Dvo Táchira B          | 3-3 | 1-2 | 0-2 | X   | 2-3 | 2-1 | 2-2 | 1-3 | 1-1 | 1-2 |
| Lotería Del Táchira FC | 1-4 | 2-1 | 0-2 | 0-0 | X   | 1-0 | 0-1 | 1-1 | 0-0 | 1-1 |
| Policía de Lara FC     | 0-1 | 2-0 | 0-1 | 3-1 | 2-1 | X   | 1-0 | 2-0 | 1-0 | 2-1 |
| SC Guaraní             | 1-5 | 3-2 | 2-0 | 3-1 | 1-2 | 6-2 | X   | 3-0 | 2-3 | 3-3 |
| ULA FC                 | 1-1 | 2-1 | 1-2 | 4-3 | 1-3 | 2-2 | 1-1 | X   | 1-1 | 3-0 |
| Ureña SC               | 3-2 | 2-0 | 2-1 | 2-0 | 3-0 | 3-1 | 2-1 | 3-1 | X   | 1-1 |
| Zamora FC B            | 0-0 | 3-3 | 1-1 | 3-1 | 5-1 | 0-1 | 1-1 | 2-0 | 1-2 | X   |
|                        | CRB | DSA | DME | DTA | LOT | POL | SCG | ULA | URE | ZAM |

- CD San Antonio tiene 3 puntos menos por decisión del Consejo de Honor.

### Grupo Oriental
|    | Equipo                | JJ | JG | JE | JP | GF | GC | PTS | DG  |
| -- | --------------------- | -- | -- | -- | -- | -- | -- | --- | --- |
| 01 | SC Real Anzoátegui    | 18 | 11 | 3  | 4  | 34 | 23 | 36  | +11 |
| 02 | CA Miranda            | 18 | 10 | 1  | 7  | 27 | 21 | 31  | +6  |
| 03 | Mineros de Guayana B  | 18 | 7  | 7  | 4  | 35 | 24 | 28  | +11 |
| 04 | Tucanes de Amazonas   | 17 | 8  | 4  | 5  | 22 | 16 | 28  | +6  |
| 05 | Caracas FC B          | 18 | 8  | 4  | 6  | 31 | 33 | 28  | -2  |
| 06 | Estrella Roja         | 18 | 6  | 7  | 5  | 18 | 15 | 25  | +3  |
| 07 | Arroceros de Calabozo | 18 | 6  | 5  | 7  | 34 | 34 | 23  | 0   |
| 08 | Angostura FC          | 18 | 5  | 6  | 7  | 33 | 37 | 21  | -4  |
| 09 | UCV FC                | 17 | 6  | 2  | 9  | 23 | 33 | 20  | -10 |
| 10 | Monagas SC B          | 18 | 0  | 5  | 13 | 17 | 38 | 05  | -21 |

|                       | ARR | ANG | CAR | CAM | ERO | MIN | MON | RAZ | TUC | UCV |
| Arroceros de Calabozo | X   | 1-1 | 2-3 | 0-1 | 1-4 | 0-0 | 5-2 | 1-2 | 2-1 | 5-1 |
| Angostura FC          | 4-3 | X   | 3-1 | 3-4 | 3-2 | 1-1 | 2-2 | 1-2 | 1-2 | 0-2 |
| Caracas B             | 5-2 | 2-0 | X   | 0-2 | 1-1 | 3-2 | 2-2 | 2-1 | 1-3 | 4-2 |
| CA Miranda            | 1-2 | 2-2 | 3-0 | X   | 2-0 | 1-0 | 1-0 | 1-2 | 0-3 | 1-0 |
| Estrella Roja         | 1-1 | 2-2 | 0-0 | 1-0 | X   | 0-1 | 2-1 | 0-1 | 1-0 | 2-0 |
| Mineros B             | 4-1 | 3-3 | 6-1 | 2-1 | 1-2 | X   | 4-3 | 2-1 | 0-0 | 4-1 |
| Monagas SC B          | 0-2 | 1-2 | 0-2 | 1-3 | 0-0 | 1-1 | X   | 0-1 | 1-1 | 0-3 |
| Real Anzoátegui       | 2-2 | 3-1 | 1-1 | 2-3 | 1-0 | 2-2 | 4-2 | X   | 0-1 | 4-1 |
| Tucanes de Amazonas   | 1-1 | 0-2 | 2-3 | 1-0 | 0-0 | 1-0 | 2-1 | 1-2 | X   | SSP |
| Universidad Central   | 1-3 | 3-2 | 1-0 | 2-1 | 0-0 | 2-2 | 1-0 | 2-3 | 1-2 | X   |
|                       | ARR | ANG | CAR | CAM | ERO | MIN | MON | RAZ | TUC | UCV |

### Goleadores
Con 15 goles
- Juan Antonio García (Mineros de Guayana)

Con 12 goles
- Juan García Rivas (Angostura FC)

Con 10 goles
- Alfredo Padilla (Carabobo FC)
- José Salazar (Arroceros de Calabozo)
- José Sasiain (SC Guaraní)
- Marcelo Refresquini (Tucanes de Amazonas)

Con 9 goles
- Leiner Rolong (Carabobo FC)

Con 8 goles
- José Díaz (Angostura FC)
- John Ramírez Pombo (Carabobo FC)
- Keyner Pérez (Mineros de Guayana)
- Jesús González (Real Anzoátegui)
- Herly Cuica (Zamora FC)

Con 7 goles
- Juan Ortíz (Ureña SC)

Con 6 goles
- Enrique Oberto (Policía de Lara)
- Giovanny Ibarra (Ureña SC)
- Franco Arévalo (Caracas FC)
- Cristian Bravo (Caracas FC)

Con 5 goles
- José Carrasquel (Arroceros de Calabozo)
- Lewis Zapata (Deportivo Metropolitano)
- Deivis Cordones (Sc Guaraní)
- Dayron Colmenares (Ureña SC)
- Fernando Wadskier (Deportivo Táchira)
- Argenis Gómez (Tucanes de Amazonas)
- Charly Velazco (Ureña SC)

Con 4 goles
- 20 jugadores

Con 3 goles
- 16 jugadores

Con 2 goles
- 50 jugadores

Con 1 gol
- 116 jugadores

Autogoles
- 7 jugadores

## Segunda Fase 2013

### Serie de Promoción y Permanencia
El Torneo de Promoción y Permanencia definió los diez equipos que permanecieron en la Segunda División para la temporada 2013-2014. El resto de equipos quedaron en la Tercera división. Fue disputado por 24 equipos: los 10 equipos de la Segunda División de Venezuela que no lograron clasificar al Torneo de Ascenso a la Primera División de Venezuela y los 14 equipos clasificados del torneo Apertura de la Tercera División de Venezuela quedando estos 24 equipos divididos en tres grupos de ocho equipos según su cercanía geográfica, a la segunda división clasificaron los tres primeros equipos de cada grupo siendo el décimo clasificado el equipo que se desempeñe como el mejor cuarto lugar entre los grupos.
El torneo de Promoción y Permanencia comenzó el 3 de febrero

#### Grupo Occidental
|   | Equipo                     | JJ | JG | JE | JP | GF | GC | PTS | DG  |
| - | -------------------------- | -- | -- | -- | -- | -- | -- | --- | --- |
| 1 | Lotería del Táchira FC     | 12 | 7  | 2  | 3  | 17 | 10 | 23  | +7  |
| 2 | CD San Antonio             | 12 | 6  | 4  | 2  | 19 | 12 | 22  | +7  |
| 3 | ULA FC                     | 12 | 6  | 2  | 4  | 18 | 17 | 20  | +1  |
| 4 | Deportivo Táchira B        | 12 | 5  | 3  | 4  | 18 | 16 | 18  | +2  |
| 5 | Unión Atlético Zamora      | 12 | 4  | 2  | 6  | 18 | 20 | 14  | -2  |
| 6 | UA Alto Apure              | 12 | 2  | 6  | 4  | 19 | 17 | 12  | +2  |
| 7 | EF Seguridad Ciudadana     | 12 | 1  | 3  | 8  | 11 | 28 | 06  | -17 |
| 8 | Internacional de Maracaibo | 0  | 0  | 0  | 0  | 00 | 00 | 00  | 0   |

|                        | DSA | TAC | INT | LOT | UAA | UAZ | ULA | ESG |
| CD San Antonio         | X   | 0-0 | XX  | 2-0 | 2-1 | 5-3 | 3-1 | 2-1 |
| Deportivo Táchira B    | 1-0 | X   | XX  | 1-2 | 2-1 | 1-0 | 0-1 | 5-2 |
| Inter de Maracaibo     | XX  | XX  | X   | XX  | XX  | XX  | XX  | XX  |
| Lotería Del Táchira FC | 1-0 | 0-0 | XX  | X   | 1-1 | 2-3 | 3-0 | 1-0 |
| UA Alto Apure          | 1-1 | 1-1 | XX  | 0-1 | X   | 3-0 | 1-2 | 3-0 |
| Unión Atlético Zamora  | 1-1 | 2-0 | XX  | 3-1 | 2-2 | X   | 0-2 | 3-0 |
| ULA FC                 | 1-2 | 4-2 | XX  | 0-1 | 3-3 | 2-1 | X   | 1-0 |
| EF Seguridad Ciudadana | 1-1 | 3-5 | XX  | 0-4 | 2-2 | 1-0 | 1-1 | X   |

- Inter de Maracaibo desiste de participar por problemas económicos.

#### Grupo Central
|   | Equipo                | JJ | JG | JE | JP | GF | GC | PTS | DG  |
| - | --------------------- | -- | -- | -- | -- | -- | -- | --- | --- |
| 1 | UCV FC                | 14 | 7  | 4  | 3  | 23 | 08 | 25  | +15 |
| 2 | Unión Atlético Falcón | 14 | 7  | 4  | 3  | 20 | 11 | 25  | +9  |
| 3 | Zamora FC B           | 14 | 7  | 3  | 4  | 25 | 22 | 24  | +3  |
| 4 | Atlético Chivacoa     | 14 | 7  | 2  | 5  | 20 | 12 | 23  | +8  |
| 5 | Pellicano FC          | 14 | 7  | 2  | 5  | 18 | 16 | 23  | +2  |
| 6 | Estrella Roja         | 14 | 6  | 3  | 5  | 20 | 16 | 21  | +4  |
| 7 | CF Bejuma             | 14 | 3  | 0  | 11 | 11 | 30 | 09  | -19 |
| 8 | CS Italo Valencia     | 14 | 2  | 2  | 10 | 12 | 35 | 08  | -23 |

|                       | ERO | BEJ | CHI | CIV | UAF | UCV | PEL | ZAM |
| Estrella Roja FC      | X   | 3-1 | 1-2 | 4-1 | 1-1 | 1-0 | 1-2 | 2-2 |
| CF Bejuma             | 0-1 | X   | 1-2 | 3-2 | 1-0 | 0-3 | 1-2 | 0-3 |
| Atlético Chivacoa     | 2-0 | 0-1 | X   | 0-0 | 1-0 | 0-1 | 3-1 | 4-0 |
| CS Italo Valencia     | 0-1 | 2-0 | 3-2 | X   | 1-1 | 0-5 | 0-1 | 1-3 |
| Unión Atlético Falcón | 0-0 | 2-1 | 3-2 | 3-0 | X   | 2-0 | 2-0 | 3-0 |
| UCV FC                | 1-0 | 3-0 | 0-0 | 5-1 | 1-1 | X   | 2-0 | 1-2 |
| Pellicano FC          | 3-2 | 3-0 | 1-0 | 2-0 | 1-2 | 0-0 | X   | 1-2 |
| Zamora FC B           | 1-2 | 4-2 | 0-2 | 4-1 | 2-0 | 1-1 | 1-1 | X   |

#### Grupo Oriental
|   | Equipo                | JJ | JG | JE | JP | GF | GC | PTS | DG  |
| - | --------------------- | -- | -- | -- | -- | -- | -- | --- | --- |
| 1 | Angostura FC          | 14 | 7  | 7  | 0  | 26 | 11 | 28  | +17 |
| 2 | Arroceros de Calabozo | 14 | 8  | 4  | 2  | 23 | 11 | 28  | +12 |
| 3 | Dvo Anzoátegui B      | 14 | 7  | 4  | 3  | 23 | 11 | 25  | +12 |
| 4 | Estudiantes de Caroní | 14 | 6  | 6  | 2  | 26 | 14 | 24  | +12 |
| 5 | Fundación Cesarger FC | 14 | 4  | 4  | 6  | 17 | 21 | 16  | -4  |
| 6 | Lanceros de Zamora    | 14 | 4  | 3  | 7  | 12 | 23 | 15  | -11 |
| 7 | Monagas SC B          | 14 | 3  | 3  | 8  | 16 | 26 | 12  | -10 |
| 8 | Ortiz FC              | 14 | 1  | 1  | 12 | 10 | 36 | 04  | -26 |

|                        | ANG | ANZ | LAN | ECA | FCE | MON | ORT | ARR |
| Angostura FC           | X   | 1-1 | 2-0 | 1-1 | 1-1 | 4-2 | 1-0 | 3-0 |
| Deportivo Anzoátegui B | 1-2 | X   | 5-0 | 0-0 | 2-0 | 2-0 | 4-1 | 0-0 |
| Lanceros De Zamora     | 0-3 | 1-1 | X   | 1-0 | 2-1 | 1-3 | 4-1 | 0-2 |
| Estudiantes de Caroní  | 1-1 | 3-1 | 0-3 | X   | 3-0 | 3-1 | 5-1 | 1-1 |
| Fundación Cesarger     | 1-1 | 0-2 | 1-1 | 2-1 | X   | 1-1 | 3-0 | 1-0 |
| Monagas SC B           | 0-3 | 0-1 | 0-0 | 1-1 | 3-1 | X   | 2-1 | 0-2 |
| Ortiz FC               | 1-1 | 2-3 | 0-1 | 1-3 | 0-5 | 2-0 | X   | 0-1 |
| Arroceros de Calabozo  | 1-1 | 1-0 | 3-0 | 1-1 | 4-1 | 4-3 | 3-0 | X   |

|  | Permanecen en la Segunda División 2013/14                 |
|  | Mejor cuarto que permanece en la Segunda División 2013/14 |

### Serie de Ascenso

#### Tabla de clasificación
|  | 01. | Tucanes de Amazonas     | 18 | 11 | 3 | 4  | 29 | 22 | +7  | 36 | Sin cambios   |  |  |  |  |  |  |
|  | 02. | Carabobo FC             | 18 | 10 | 5 | 3  | 30 | 15 | +15 | 35 | Sin cambios   |  |  |  |  |  |  |
|  | 03. | Caracas FC B            | 18 | 8  | 6 | 4  | 25 | 20 | +5  | 30 | Crecimiento   |  |  |  |  |  |  |
|  | 04. | Deportivo Metropolitano | 18 | 8  | 5 | 5  | 20 | 14 | +6  | 29 | Decrecimiento |  |  |  |  |  |  |
|  | 05. | Ureña Sport Club        | 18 | 9  | 2 | 7  | 27 | 26 | +1  | 29 | Sin cambios   |  |  |  |  |  |  |
|  | 06. | Policía de Lara FC      | 18 | 8  | 2 | 8  | 27 | 22 | +5  | 26 | Sin cambios   |  |  |  |  |  |  |
|  | 07. | Mineros de Guayana B    | 18 | 5  | 6 | 7  | 22 | 23 | -1  | 21 | Sin cambios   |  |  |  |  |  |  |
|  | 08. | CA Miranda              | 18 | 5  | 3 | 10 | 25 | 34 | -9  | 18 | Sin cambios   |  |  |  |  |  |  |
|  | 09. | Sport Club Guaraní      | 18 | 4  | 4 | 10 | 21 | 27 | -7  | 16 | Sin cambios   |  |  |  |  |  |  |
|  | 10. | SC Real Anzoátegui      | 18 | 1  | 6 | 11 | 11 | 34 | -23 | 09 | Sin cambios   |  |  |  |  |  |  |

Pts = Puntos; PJ = Partidos Jugados; G = Partidos Ganados; E = Partidos Empatados; P = Partidos Perdidos; GF = Goles Anotados; GC = Goles Recibidos; Dif = Diferencia de goles; M = Movimiento respecto a la jornada anterior
|  | Ascendidos a la Primera División 2013/14 |

Tucanes de Amazonas

Campeón

#### Resultados
|                         | CRB | CAR | SCG | CAM | MET | MIN | RAZ | POL | TUC | URE |
| Carabobo FC             | X   | 2-3 | 1-1 | 1-0 | 0-0 | 1-0 | 3-0 | 0-1 | 2-0 | 2-0 |
| Caracas FC B            | 0-3 | X   | 3-3 | 1-0 | 2-0 | 2-1 | 2-0 | 2-1 | 3-0 | 0-1 |
| SC Guaraní              | 1-2 | 0-1 | X   | 0-1 | 2-2 | 1-0 | 2-2 | 0-1 | 0-1 | 0-1 |
| CA Miranda              | 0-3 | 3-1 | 2-3 | X   | 0-1 | 0-0 | 1-2 | 1-2 | 1-2 | 2-1 |
| Deportivo Metropolitano | 3-0 | 0-0 | 3-0 | 1-1 | X   | 1-2 | 0-0 | 2-1 | 0-1 | 1-0 |
| Mineros de Guayana      | 2-2 | 1-1 | 2-1 | 5-2 | 0-1 | X   | 1-1 | 0-1 | 2-2 | 3-1 |
| SC Real Anzoátegui      | 0-3 | 0-0 | 0-3 | 1-2 | 0-1 | 0-0 | X   | 1-3 | 1-2 | 1-1 |
| Policía de Lara FC      | 1-1 | 0-0 | 1-2 | 3-4 | 0-1 | 3-0 | 5-1 | X   | 2-1 | 2-3 |
| Tucanes de Amazonas FC  | 2-3 | 1-1 | 2-1 | 2-2 | 2-1 | 1-0 | 3-1 | 1-0 | X   | 4-1 |
| Ureña SC                | 1-1 | 3-2 | 2-1 | 4-2 | 2-1 | 1-2 | 2-0 | 2-0 | 1-2 | X   |
|                         | CRB | CAR | SCG | CAM | MET | MIN | RAZ | POL | TUC | URE |